# 244º Reggimento fanteria "Cosenza"
Il 244º Reggimento fanteria "Cosenza" è stata un'unità militare del Regio Esercito Italiano e successivamente con la denominazione di 244º Battaglione fanteria "Cosenza" dell'Esercito Italiano.

### Nella prima guerra mondiale (1915-1918)

mostrine del 244º Reggimento fanteria brigata "Cosenza" in uso durante la prima guerra mondiale

### 244º Battaglione fanteria "Cosenza"

Fregio dell'Arma di Fanteria dell'Esercito Italiano (usato per la Fanteria di Linea)

## Stemma
Scudo Trinciato: nel primo d'argento, alla crocetta potenziata di nero; nel secondo d'azzurro, alla stella del primo sostenuta da una trangla ondata dello stesso.
Corona turrita.
Ornamenti esteriori:
lista bifida: d'oro, svolazzante, collocata sotto la punta dello scudo, incurvata con la concavità rivolta verso l'alto, riportante il motto.
Onorificenza: accollata alla punta dello scudo con l'insegna dell'Ordine Militare d'Italia pendente al centro del nastro con i colori della stessa.
Nastri rappresentativi delle ricompense al Valore: -

## Insegne e Simboli
- Il Reggimento indossa il fregio della Fanteria (composto da due fucili incrociati sormontati da una bomba con una fiamma dritta). Al centro nel tondino è riportato il numero "244".
- Le mostrine del reggimento sono rettangolari di colore. Alla base della mostrina si trova la stella argentata a 5 punte bordata di nero, simbolo delle forze armate italiane.

## Motto
Persisto e vinco.

## Festa del reggimento
15 giugno in ricordo della Battaglia del Solstizio dove la bandiera del Reggimento si guadagnò la Medaglia d'Argento al Valor Militare.